# هونغ هي
هونغ هي (بالصينية: 康希؛ بالإنجليزية: Kong Hee) هو قس سنغافوري، ولد في 23 أغسطس 1964 في سنغافورة.